# Slitina

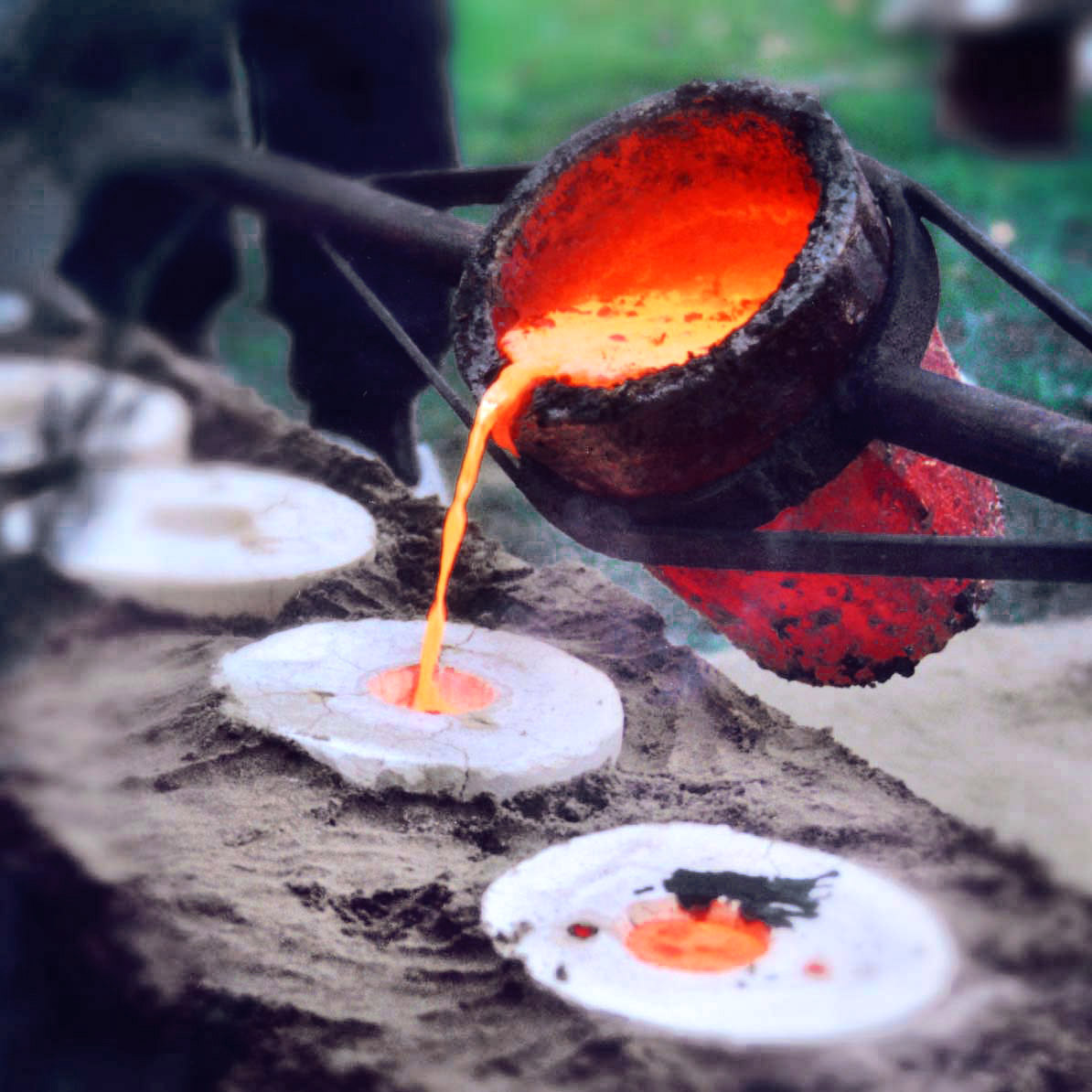
Slévání bronzu

Slitina je tavením vzniklá směs kovu s dalšími kovy nebo jinými prvky či sloučeninami, obvykle ve formě pevného roztoku.
Podle počtu složek se slitiny dělí na:
- Binární – dvě složky
- Ternární – tři složky
- Kvartérní – čtyři složky

Na rozdíl od čistých kovů nemá většina slitin ostrý bod tání. V určitém teplotním intervalu existuje slitina jako směs kapalné a pevné fáze. Některé slitiny ale při určitém poměru složek vykazují teplotu tání, která je nižší než teplota tání jednotlivých složek. Takové slitiny se nazývají eutektika.
Slitiny získávají vlastnosti, které čisté kovy nemají, proto jsou ve velkém měřítku používány po celou historii lidského zpracovávání kovů. Cílené přidávání prvků se nazývá legování; příkladem může být výroba oceli vhodných vlastností pro různá použití, kde se k základnímu železu přidává mangan pro tvrdost, chrom pro odolnost vůči korozi, molybden pro vyšší tvarovou stálost za vysokých teplot.

## Nejznámější slitiny
- Alpaka
- Bronz
  - Hliníková bronz
  - Fosforová bronz
  - Zrcadlová bronz
  - Zvonovina
- Devardova slitina
- Dural
- Elektrum
- Liteřina
- Mosaz
- Pájka
- Ocel
  - Nástrojová ocel
  - Nerezová ocel
- Woodův kov